# Futebol Clube de Penafiel 2012-2013
Questa voce raccoglie rosa e risultati del Penafiel nella stagione 2012-2013.

## Rosa
| N. |                       | Ruolo | Calciatore    |
| -- | --------------------- | ----- | ------------- |
| 1  | Portogallo (bandiera) | P     | Tiago Rocha   |
| 2  | Brasile (bandiera)    | D     | Gabriel       |
| 3  | Portogallo (bandiera) | D     | Joel Neves    |
| 4  | Portogallo (bandiera) | D     | Penela        |
| 5  | Portogallo (bandiera) | D     | Fábio Ervões  |
| 6  | Portogallo (bandiera) | C     | Ferreira      |
| 7  | Portogallo (bandiera) | A     | Diogo Viana   |
| 8  | Portogallo (bandiera) | C     | Pedrinha      |
| 9  | Portogallo (bandiera) | A     | Rui Miguel    |
| 10 | Portogallo (bandiera) | C     | Mota          |
| 11 | Portogallo (bandiera) | A     | Aldair        |
| 12 | Portogallo (bandiera) | A     | Helder Guedes |
| 13 | Portogallo (bandiera) | P     | Nuno Santos   |

| N. |                         | Ruolo | Calciatore       |
| -- | ----------------------- | ----- | ---------------- |
| 14 | Portogallo (bandiera)   | D     | Nando            |
| 16 | Portogallo (bandiera)   | A     | Elísio           |
| 17 | Portogallo (bandiera)   | A     | Coronas          |
| 18 | Brasile (bandiera)      | C     | Robson           |
| 20 | Portogallo (bandiera)   | D     | Zezinho          |
| 22 | Portogallo (bandiera)   | D     | Pedro Santos     |
| 23 | Portogallo (bandiera)   | C     | Sérgio Organista |
| 25 | Brasile (bandiera)      | D     | Leomar           |
| 30 | Portogallo (bandiera)   | C     | Rafa             |
| 37 | Brasile (bandiera)      | A     | Paulo Roberto    |
| 84 | Portogallo (bandiera)   | P     | Coelho           |
| 90 | Portogallo (bandiera)   | D     | Vítor Bruno      |
| 93 | RD del Congo (bandiera) | A     | Davi M'Bala      |